# Oksana Țîhulova
Oksana Țîhulova (în ucraineană Оксана Цигульова; n. 15 decembrie 1973, Mîkolaiiv, RSS Ucraineană, URSS) este o sportivă ce a reprezentat Ucraina, medaliată olimpică. A participat la o ediție a Jocurilor Olimpice (2000) în care a câștigat o medalie de argint.

## Participări
Lista de mai jos prezintă principalele competiții la care a participat Oksana Țîhulova de-a lungul carierei.
- gymnastics at the 2000 Summer Olympics – women's trampoline[*]